# Xã Jackson, Quận Noble, Ohio
Xã Jackson (tiếng Anh: Jackson Township) là một xã thuộc quận Noble, tiểu bang Ohio, Hoa Kỳ. Năm 2010, dân số của xã này là 528 người.